# The Line of Beauty (série télévisée)
The Line of Beauty (La Ligne de Beauté en français) est une mini-série dramatique britannique en trois parties totalisant 177 minutes, réalisée par Saul Dibb et diffusée du 17 au 31 mai 2006 sur BBC Two. Elle est inspirée du roman éponyme d'Alan Hollinghurst La Ligne de beauté, récompensé du Booker Prize en 2004.
Cette série est inédite dans tous les pays francophones.

## Synopsis
La série aborde des sujets tels que l'homosexualité, l'amour, la drogue et la lutte des classes lors de l'ère Thatcher, à travers l'histoire du jeune Nick Guest, gay, originaire d'une famille modeste et récemment diplômé d'Oxford, invité dans l'hôtel particulier de la famille Fedden.

### Première partie
Le jeune Nick Guest accompagne son meilleur ami Toby Fedden dans sa famille. Apprécié de tous, il est invité à loger chez eux le temps de ses études. Il pourra ainsi veiller sur la sœur de Toby, Cat, qui souffre de tendances suicidaires. Nick découvre ainsi un autre monde à travers la famille d'un politicien conservateur, le père de Toby et Cat. En parallèle, Nick explore son attirance pour les hommes et rencontre par petite annonce son premier amour, un jeune Noir de la classe ouvrière nommé Leo.

### Deuxième partie
Après la rupture avec Leo, Nick sort maintenant avec Wani Ouradi, fils d'un riche homme d'affaires en vue. Mais cette relation doit rester secrète aux yeux de tous.

### Troisième partie
Avec l'épidémie de sida, l'entourage de Nick Guest n'est pas préservé. Par ailleurs, alors que Gerald Fedden monte en faveur auprès de Margaret Thatcher, il cache aussi de honteux secrets qui pourraient faire naître le scandale.

## Fiche technique
- Réalisation : Saul Dibb
- Scénario : Andrew Davis d'après le roman La Ligne de beauté d'Alan Hollinghurst
- Musique : Martin Phipps

## Distribution
- Dan Stevens : Nick Guest
- Tim McInnerny : Gerald Fedden
- Alice Krige : Rachel Fedden
- Hayley Atwell : Cat Fedden
- Alex Wyndham : Wani Ouradi
- Oliver Coleman (en) : Toby Fedden
- Don Gilet : Leo Charles
- Christopher Fairbank : Barry Groom
- John Standing : Lord Kessler
- Joseph Morgan : Jasper
- Kenneth Cranham : Sir Maurice Tipper
- Kika Markham : Margaret Thatcher
- Caroline Blakiston : Lady Partridge
- Garrick Hagon : Morden Lipscome